# Adrien Arcand
Pour les articles homonymes, voir Arcand.
Adrien Arcand, né le 3 octobre 1899 à Montréal, mort le 1er août 1967, est un journaliste et homme politique canadien catholique, antisémite, proche du fascisme et du national-socialisme, fédéraliste centralisateur et anglophile. Il a fondé en 1934 le Parti national social chrétien, puis a joué un rôle dirigeant dans d'autres mouvements politiques d'extrême droite jusqu'à sa mort en 1967.

## Biographie

### Jeunesse
Adrien Arcand est le fils de Narcisse Arcand, charpentier, et de Marie-Anne Mathieu, directrice d'école. Son père, Narcisse Arcand, était un militant syndical et politique actif, membre depuis 1902 du Parti ouvrier (travailliste), un parti de gauche au programme réformiste et progressiste, dont il a été  candidat dans le district électoral de Montréal-Dorion lors des élections générales québécoises de 1912 et lors de celles de 1923.
Adrien Arcand étudie au collège de Saint-Jean d'Iberville, au collège Saint-Stanislas de 1914 à 1916, au collège de Montréal de 1917 à 1919, puis au collège Sainte-Marie. Il s'inscrit aussi à des cours du soir à l'université McGill pour devenir ingénieur-chimiste, mais, atteint par la grippe espagnole en 1918,  il abandonne ses études.

### Journalisme et politique
Adrien Arcand se tourne alors vers le journalisme et rédige ses premiers textes en 1918. Il écrit pour le journal La Patrie, où il est engagé par Eugène Tarte, puis vers 1921 au journal The Star. Il entre ensuite à La Presse, où il travaille plusieurs années. Il épouse Yvonne Giguère le 14 avril 1925. Le couple aura trois fils : Yves, Jean-Louis et Pierre.
À La Presse, il fonde vers la fin des années 1920 un syndicat catholique de journalistes et en devient le président. La chose déplaît à la direction du journal, alors contrôlée par Pamphile Du Tremblay, et au début de 1929, Arcand et son collègue Hervé Gagné sont licenciés, ce qui entraîne la disparition du syndicat qu'il avait fondé. Soudain privé de revenus, Arcand connaît des mois difficiles avec sa jeune famille. Il s'associe alors avec Joseph Ménard, administrateur d'une imprimerie, pour lancer un petit hebdomadaire tabloïd du dimanche, Le Goglu, dont le premier numéro sort le 8 août 1929, auquel s'ajoute peu après un deuxième hebdomadaire, Le Miroir, en décembre 1929 puis un troisième, Le Chameau, en mars 1930. Pour Arcand, ces publications constituent à la fois une source de revenus et un véhicule pour ses idées.
Il publie une série d'articles favorables au nazisme à Montréal dans les années 1930 dans des hebdomadaires comme Le Goglu, Le Miroir et Le Chameau et dans des mensuels tels que Le Combat National et Le Fasciste Canadien. Il collabore à L'Illustration Nouvelle, qui devient plus tard Montréal-Matin, dont il est l'un des dirigeants jusqu'au début de 1940.

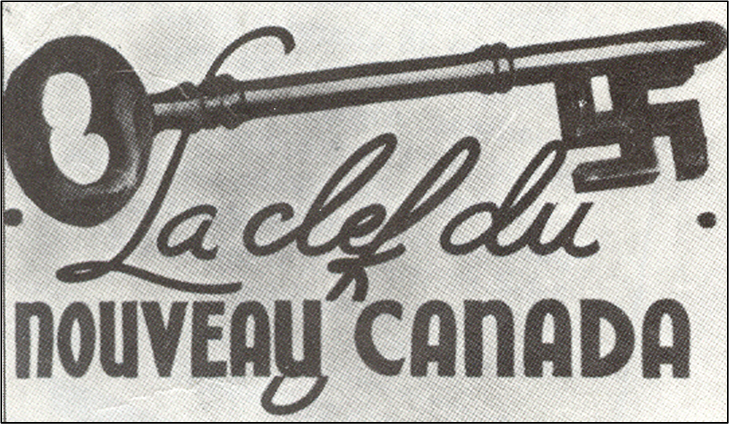
Carte postale utilisée par l'organisation d'Adrien Arcand vers 1930.

Parallèlement à sa carrière journalistique, Arcand est impliqué dans plusieurs mouvements fascistes hostiles au nationalisme québécois et favorables à un nationalisme canadien centralisateur et loyaliste. Il fonde le Parti national social chrétien (PNSC) en 1934 et devient chef du Parti de l'unité nationale (PUNC) en 1938. Ce parti résulte de la fusion du PNSC, du Nationalist Party dirigé par Joseph Farr en Ontario et d'un groupe d'extrême droite dans les Prairies mené par William Whittaker. Ces mouvements politiques ont en commun un programme anticommuniste et antisémite et prônent aussi une centralisation politique du Canada ainsi qu'un renforcement des liens avec l'Empire britannique.
Arcand correspond avec l'Imperial Fascist League d'Arnold Leese, la British Union of Fascists de sir Oswald Mosley, les Britons (en) d'Henry Hamilton Beamish (en) et avec la plupart des chefs fascistes de l'Empire britannique. II est durant la Grande Dépression l'un des militants politiques les plus importants de l'extrême droite dans le monde et correspond avec la plupart des chefs de l'Internationale fasciste. Les groupuscules et feuilles d'extrême droite d'Adrien Arcand obtiennent une aide financière occulte du Parti conservateur canadien de R. B. Bennett[réf. nécessaire] mais aussi de membres fascistes du Parti conservateur britannique, tels que Lord Sydenham of Combe (en).
Le 30 mai 1940, il est arrêté à Montréal pour « avoir comploté le renversement du gouvernement » et interné dans un camp. Pendant la Seconde Guerre mondiale, lui et son parti sont bannis. Selon Charlie Murray, un dirigeant syndical interné au même camp que lui, Arcand est considéré comme un héros par ses partisans internés eux aussi. Sur une estrade de fortune construite par les prisonniers, il discourt de ses plans pour le Canada après une éventuelle victoire d'Hitler. Arcand est libéré en juillet 1945.

### De 1945 à 1967
Après sa libération, Adrien Arcand rejoint sa femme et ses enfants à Lanoraie, où ils s'étaient installés en 1942. Il y passera le reste de sa vie.
Il se porte à deux reprises candidat aux élections fédérales en se présentant sous une bannière « nationaliste » en 1949 dans Richelieu—Verchères et en 1953 dans Berthier—Maskinongé—de Lanaudière et arrive à chaque fois en seconde position.
Arcand n'a jamais douté de la justesse des vues d'Hitler. Dans les années 1960, il a servi de mentor à Ernst Zündel, qui est devenu un porte-étendard des négationnistes canadiens de la fin du XXe siècle[réf. nécessaire]. Lors un discours de 1965, il a tenté de s'associer avec Pierre Trudeau et George Drew, qui l'auraient soutenu en 1940, mais les deux ont nié tout lien avec Arcand hors le fait d'avoir défendu la liberté d'expression.
Juste avant qu'il succombe à un cancer en 1967 à l'âge de 67 ans, deux mois avant son 68e anniversaire, Arcand choisit comme successeur un de ses militants les plus fidèles, Gérard Lanctôt, pour lui succéder à la tête du Parti de l'unité nationale du Canada.

## Publications

### Livres, brochures, pamphlets, tracts
- Chrétien ou Juif ? (Les Juifs forment-ils une « minorité » et doivent-ils être traités comme tels dans la province de Québec ?), Montréal, A. Ménard, 1930, 41 p.
- Fascisme ou socialisme ? : précédé d'une allocution de Joseph Ménard, avec Joseph Ménard, Montréal, Le Patriote, 1933, 67 p.
- Exposé des principes et du programme du Parti national social chrétien, Montréal, Le Patriote, 1934, 55 p.
- Organisation et règlements du Parti national social chrétien, [S.L., s.n.], 1934.
- (en) The Jewish Question as exposed and explained by the Jews themselves, Métairie, Sons of Liberty, 1935, 32 p.
- (en) The greatest war in history now on! International Jewish system against national patriotism, avec Henry Hamilton Beamish, Robert Edward Edmondson, New York, 1937, 23 p.
- La clé du mystère, Montréal, Ligue féminine anticommuniste de Montréal, 1938, 31 p. [lire en ligne (page consultée le 16 mai 2025)]
- Corporatisme canadien, Montréal, Parti de l'unité nationale du Canada, Comité d'éducation nationaliste, 1938, 11 p.
- La République universelle, Montréal, Service canadien de librairie, 1950, 22 p.
- « Le Christianisme a-t-il fait faillite ? » : « notre devoir devant les faits » : deux causeries mai-juin 1954, Montréal, Service canadien de librairie, 1954, 74 p.
- Parti de l'unité nationale du Canada. Lancement Officiel du programme révisé, 27 novembre 1966 - Le Canada aux Canadiens ! Canada for Canadians !, Montréal, Parti de l'unité nationale du Canada, 1966.
- La Révolte du matérialisme. Causerie prononcée à Montréal, Montréal, La Vérité, 1966, 20 p.
- Le problème du communisme : le monde à la croisée des chemins, Montréal, 1982, 60 p.
- Qu'est-ce qu’un Canadien-français ?, Montréal, Parti de l’unité nationale du Canada, 1982, 4 p.
- L'inévitabilité d'une reconstruction sociale, [Montréal], Parti de l'unité nationale du Canada, 1982, 7 p.
- Du communisme au mondialisme : le monde à la croisée des chemins, Saint-Lambert, Éditions Héritage, 1995, 157 p.
- Mon livre d'heures, Montréal, Éditions Béluga, 2006, 210 p.
- Serviam, la Pensée politique d'Adrien Arcand, Reconquista Press, 2017, 322 p.  (ISBN 978-0-9933993-3-6) (anthologie préfacée par l'abbé Olivier Rioult, complétée par un essai de « Joseph Mérel » et une biographie établie par Rémi Tremblay).
- Popeline, Reconquista Press, 2018, 448 p.  (ISBN 978-0-9933993-5-0) (roman préfacé par Rémi Tremblay).
- L'Illustration Nouvelle, Montréal, Fédération des journalistes canadiens, 3 vol.
- Cahier d'Histoire du nationalisme no 12, "Adrien Arcand et le fascisme canadien", Rémi Tremblay, Synthèse nationale, 2017.

### Apparition dans la fiction
- Le film Yoga Hosers (2016) contient un chef nazi canadien nommé Adrien Arcand ainsi qu'un scientifique nommé similairement (« Andronicus Arcane »).